# San Benigno Canavese
San Benigno Canavese es una localidad y comune italiana de la provincia de Turín, región de Piamonte, con 5.307 habitantes.

## Evolución demográfica
| Gráfica de evolución demográfica de San Benigno Canavese entre 1861 y 2001 |
|                                                                            |
| Fuente ISTAT - elaboración gráfica de Wikipedia                            |